# بلودنتس
شهر بلودنتس (به آلمانی: Bludenz) در استان  فورآرلبرگ با جمعیت  ۱۳٬۸۹۰  نفر در کشور اتریش واقع شده‌است.